# Ceolwulf de Wessex
Ceolwulf (mort c. 611) fou rei de Wessex. Segons la Crònica anglosaxona va regnar del 597 al 611. En els Annals de sant Neots també consta que va governar durant catorze anys, però en la llista genealògica dels reis de Wessex diu que va regnar disset anys, cosa que segons la historiadora Barbara Yorke aquest darrer text està probablement equivocat. 
Fou fill de Cutha o Cuthwulf i el net de Cynric i va succeir el seu germà Ceol. Segons la Crònica va ser un monarca molt poderós que "contínuament lluità i resistí qualsevol atac dels angles, o dels britans, o dels pictes, o del scots"; però l'única batalla en què consta que va participar va ser contra el Regne de Sussex el 607, probablement pel control de l'illa de Wight i Hampshire del sud.
No és segur si el seu successor, Cynegils, era el seu fill o si era el fill del seu germà Ceol.
Se li atribueix haver posat les bases per a la futura expansió de Wessex en territori dels britans i d'haver construït una forta unió entre els diferents grups que componien els saxons de l'oest.